# 将军堡街道
将军堡街道，是中华人民共和国辽宁省抚顺市顺城区下辖的一个乡镇级行政单位。

## 行政区划
将军堡街道下辖以下地区：
八厂社区、建安社区、辉南社区、矿灯社区、电讯社区、水泥社区、梅河社区、工行社区、汽贸社区、远方社区、将军社区、辑安社区、亦工社区、顺达社区、移通社区、环卫社区和北山社区。